# Pocit moci
Pocit moci (jiným názvem Pocit síly, anglicky „The Feeling of Power“) je krátká vědeckofantastická povídka spisovatele Isaaca Asimova, která vyšla poprvé v únoru 1958 v časopise If. Byla následně zařazena do povídkových sbírek, např. Nine Tomorrows (1959), Opus 100 (1969) a Robot Dreams (1986). Česky vyšla např. ve sbírce Sny robotů (1996).
V povídce se objevuje miniaturizace počítačů, lidé zde mají k dispozici kapesní počítače. Autor zde vyslovil domněnku, že závislost na počítačích může snížit (resp. zcela zničit) schopnost lidí počítat běžným způsobem. Povídka patří k autorovým oblíbeným.

## Postavy
- Jehan Shuman – programátor
- generál Weider
- kongresman Brant
- Myron Aub – technik
- Loesser – ředitel Západoevropského počítačového koncernu

## Děj
Ve vzdálené budoucnosti probíhá válka Pozemské federace s Denebem, která je vedena na velkou vzdálenost pomocí sofistikovaných zbraní ovládaných počítači. Také lidé jsou natolik závislí na počítačích, že zcela ztratili i elementární znalosti počtů.
Technik Myron Aub, jehož koníčkem jsou archaické počítače dokáže jako jeden z mála (ne-li jediný) opět provádět základní aritmetické operace na papíře, což se naučil během práce s počítači. Jeho schopnost zaujme programátora Shumana, jenž ho zavede před vlivného generála a kongresmana, aby zde svou schopnost názorně demonstroval. Oba vlivní muži jsou bezchybným výsledkem velmi překvapeni. Tato schopnost by mohla znamenat snížení závislosti na počítačích a větší variabilitu útoků Pozemské federace, zkrátka výhodu. Je zahájen Projekt číslo, kde se učí opět základní počty bez pomoci počítačů. Metoda je nazvána „grafitika“.
Myron Aub vidí, že jeho objev směřuje pouze k válečnému využití. Generálové plánují, jak místo počítači řízených střel budou vypáleny střely s lidskou posádkou, které dokážou oklamat počítačem řízenou protiraketovou obranu protivníka. Je z toho zklamaný a rozhodne se spáchat sebevraždu. Jeho nadřízení na pohřbu necítí žádné dojetí. Proces začal a je nezvratný. Shuman si v mysli vynásobí několik čísel a pocítí uspokojení. Už k tomu nepotřebuje žádný počítač, je jím jeho mozek.

## Česká vydání
Česky vyšla povídka v následujících sbírkách nebo antologiích:
Pod názvem Pocit moci:
- Sny robotů (Knižní klub 1996; Mustang 1996)[1]
- 23x Asimov (SFK Winston Praha 1989, fanbook)

Pod názvem Pocit síly:
- Stvořitelé nových světů (Albatros 1980, Art Servis 1990)